# Ана Ђурић
Ана Ђурић (Зајечар, 1991) је балерина и првакиња Балета Српског народног позоришта.

## Биографија
Ана Ђурић се балетом бави од малена. У најранијем узрасту је похађала разне балетске школице, након чега је балетско образовање наставила у Бору и Крагујевцу где је живела са породицом. Уписавши основну балетску школу, како сама наводи, схватила је сву лепоту и тежину свог будућег позива.
Уз одлазак од куће у Београд са 14 година ради похађања средње балетске школе, дошла су и друга велика одрицања. Живот у интернату је био нужан зарад школовања и професионалног развоја, а са друге стране је проживљено искуство одсуства свакодневног породичног живота.
Дипломирала је 2010. у Балетској школи „Лујо Давичо“ у Београду у класи професорке Росе Милић.
Исте године одлази у Cairo Opera House, Каиро, Египат, где стиче прво велико професионално и животно искуство. Будући да је тек била изашла из школе, у овој позоришној кући се први пут сусреће са припремом једне позоришне представе: пробама ансамбла, пробама солиста, пробама костима и оркестарским пробама.
Након годину дана боравка и рада у Египту, враћа се у Србију у Нови Сад где од септембра 2011. заснива стални радни однос у Српском народном позоришту. Ту се вишеструко доказала својим ангажовањем и трудом. Запажена је њена изузетно надахнута изведба, посвећеност и тежња ка врхунској уметности у домену класичног балета. Од првих мањих улога које су јој помогле у оријентисању, привикавању на сцену, опуштању и раду на техничким стварима, до сјајно одиграних главних улога свих најважнијих представа на балетском репертоару ове куће, Ана Ђурић постаје примабалерина, односно првакиња Балета Српског народног позоришта. Својом врсном игром доприноси популаризацији балета на овим просторима.

## Улоге
| Улога                  | Балет                                  | Кореографија и режија                           | Остало                                                              |
| ---------------------- | -------------------------------------- | ----------------------------------------------- | ------------------------------------------------------------------- |
| Китри                  | Дон Кихот Лудвига Минкуса              | кореограф Ђула Харангозо                        | игра и улогу Краљице дријада                                        |
| Вила Шећера            | Крцко Орашчић Петра Чајковског         | кореограф Елдар Алијев                          | игра и улоге Крцко принц лутак и Лутка Вила Шећера                  |
| Клара, Лутка           | Крцко Орашчић Петра Чајковског         | кореографија и режија Владимир Логунов          | Представа с којом је Балет СНП-а гостовао у Мексику, децембра 2014. |
| Принцеза Аурора        | Успавана лепотица Петра Чајковског     | кореограф Владимир Логунов                      |                                                                     |
| Одета-Одилија          | Лабудово језеро Петра Чајковског       | кореограф Владимир Логунов                      |                                                                     |
| Јулија                 | Ромео и Јулија Сергеја Прокофјева      | кореограф Константин Костјуков                  |                                                                     |
| Жизела                 | Жизела Адолфа Шарл Адама               | кореограф Милица Јовановић                      |                                                                     |
| Марина, млада удовица  | Грк Зорба Микиса Теодоракиса           | кореограф и редитељ Крунислав Симић             |                                                                     |
| Катарина               | Катарина Измаилова, Рудолфа Бручија    | либрето, режија и кореографија Димитрије Парлић | Режију и кореографију преноси: Константин Тешеа, к.г. НП Београд    |
| Жизела, сеоска девојка | Жизела, Аадолфа Адама                  | према режији и кореографији Милице Јовановић    | обнова, 2017.                                                       |
| Маргерита Готје        | Дама с камелијама Ђузепе Вердија       | кореографија и режија Крунислав Симић           | обнова, 2018.                                                       |
| Лиза, сеоска девојка   | Враголанка Луј Јозеф Фердинанд Херолда | кореографија и режија Калин Ханциу              |                                                                     |

| Улога                                | Опера или друга дела               | Режија                |
| ------------------------------------ | ---------------------------------- | --------------------- |
| Царица Катарина, Пастир, Кадрил-даме | Пикова дама опера Петра Чајковског | редитељ Олег Мењников |

## Награде
- Годишња награда Српског народног позоришта за улоге Одете-Одилије у Лабудовом језеру и Ауроре у Успаваној лепотици П. И. Чајковског, 2014;
- Награда „Наташа Бошковић“ за сезону 2013/14, Удружење балетских уметника Србије;
- Награда Удружења балетских уметника Војводине „Марина Олењина“, за врхунско и професионално уметничко стваралаштво, 2015;
- Годишња награда СНП-а за улогу Јулије у балету Ромео и Јулија Сергеја Прокофјева у кореографији и режији Константина Костјукова, 2015;
- Годишња награда СНП-а за улогу Марине у балету Грк Зорба Микиса Теодоракиса у кореографији Крунислава Симића, 2017;
- Годишња награда СНП-а за улогу Катарине у балету Катарина Измаилова Рудолфa Бручија, 2018;
- Награда „Искре културе“ Завода за културу Војводине за 2018. годину, за савремено стваралаштво младом аутору до 35 година;
- Годишња награда СНП-а, 2019.